# Packard 400
La 400 è un'autovettura costruita dalla Studebaker-Packard Corporation dal 1955 al 1956.

## Il contesto
Dal 1951 al 1956, anno in cui l'ultima Packard uscì dagli stabilimenti storici di Detroit, la strategia di marketing e la convenzione di nomenclatura dei modelli della Casa automobilistica statunitense furono in costante mutamento. Durate questi anni la Packard lottava per tornare ad essere un produttore di auto di lusso, e per ottenere ciò separò dalla propria gamma di vetture quelle di grande serie, come ad esempio la Packard Clipper. Era comunque un processo che era in atto da tempo; dal 1936 infatti la gamma della Casa automobilistica di Detroit era contraddistinta da due serie, da un lato le lussuose Senior e dall'altro le più economiche Junior. Nel 1956 la Packard creò addirittura un marchio a sé stante, la Clipper, la cui offerta era formata da autovetture economiche. Come risultato, la Packard introdusse diversi modelli che in questo periodo ebbero una carriera anche di un solo anno.
Nel 1951 e nel 1952 la Casa automobilistica approntò una denominazione numerica per le proprie vetture. Difatti furono commercializzate la 200, la 250, la 300 e la Packard Patrician 400. I primi due erano i modelli più economici e facevano dunque parte della gamma Junior, mentre le ultime due appartenevano alla serie Senior, ed erano quindi le più lussuose.
La Patrician 400, che era al top della gamma e sostituì la Custom Eight nel 1950, fu la prima vettura Packard a portare la sigla “400” nel nome. Questa sigla numerica fu tolta all'inizio del 1953 ed il modello, venduto semplicemente come “Patrician”, fu in produzione fino al 1956.
Successivamente fu introdotta la “400”, che riprese la sigla numerica sopraccitata nel nome e sostituì la Mayfair. Era una hard-top due porte che venne fabbricata negli stabilimenti di Detroit e fu parte della serie Senior, rimanendo in produzione dal 1955 al 1956.
Nel 1956 la situazione finanziaria della Studebaker-Packard si deteriorò a tal punto che la società non poteva più permettersi due siti produttivi separati per i due marchi automobilistici, e concentrò la produzione negli stabilimenti Studebaker di South Bend chiudendo la fabbrica di Detroit. Nel 1957 la Studebaker-Packard commercializzò solamente un modello con marchio Packard, la Clipper. Entro la fine del 1958 il marchio Packard fu tolto definitivamente dal mercato.

## Le caratteristiche della vettura

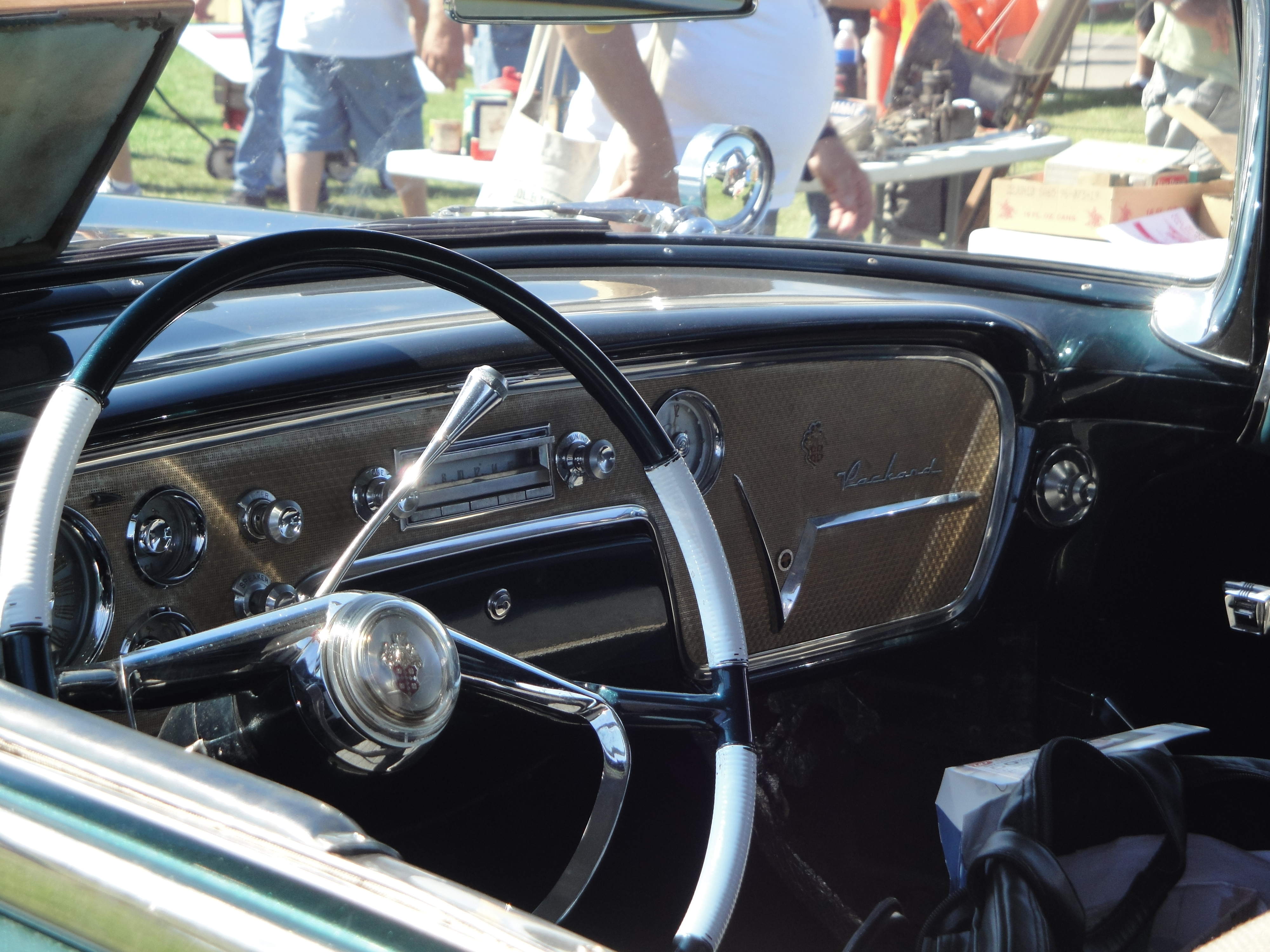
Gli interni

La 400 del 1955 era facilmente identificabile da una banda colorata nella parte inferiore della vettura, sormontata da una parziale striscia colorata che s'interrompeva in corrispondenza del bordo inferiore delle portiere. La scritta "The Four Hundred" (cioè “La Quattrocento”) in oro anodizzato adornava la banda tra la ruota anteriore ed il bordo della portiera.

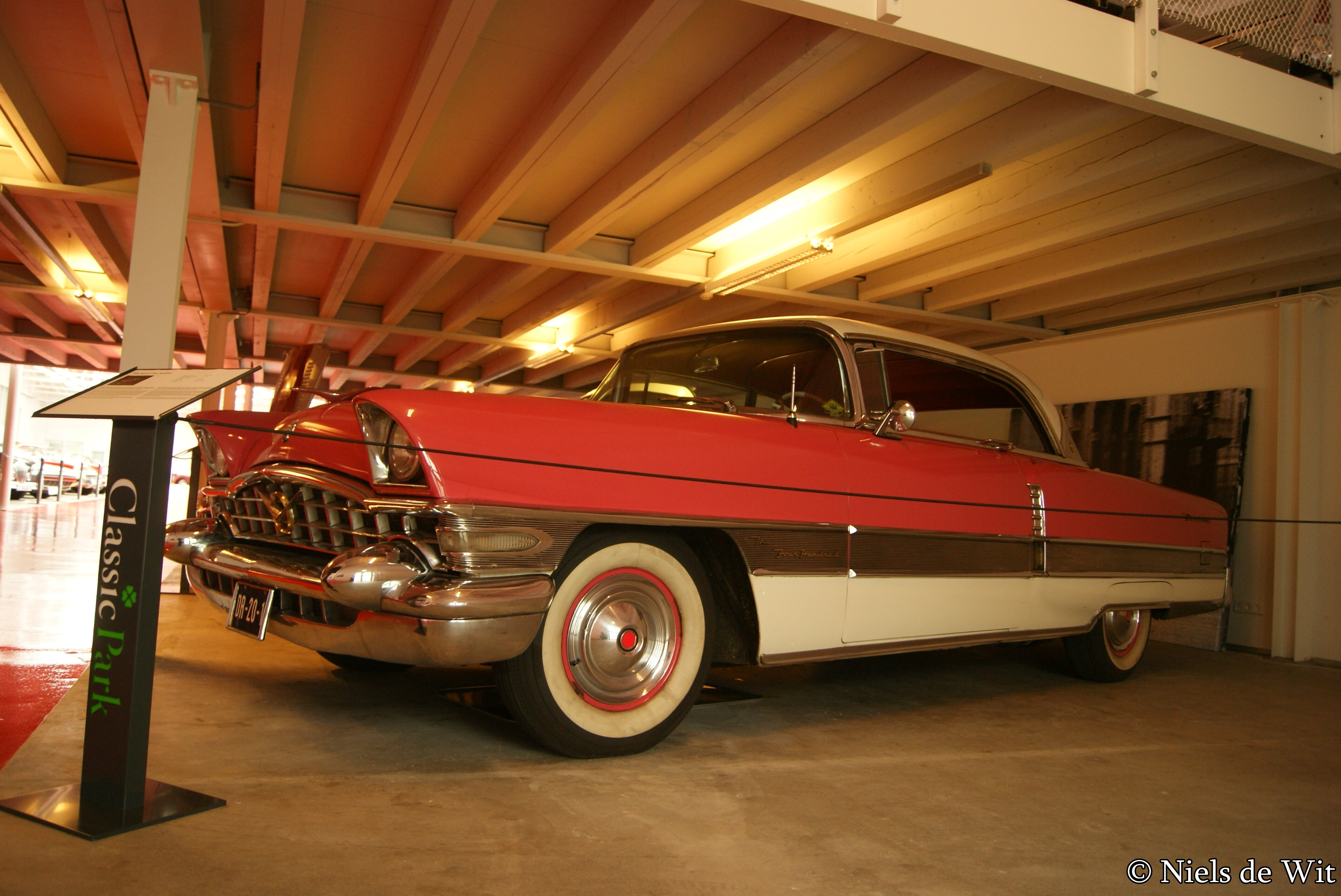
Una Packard 400 del 1956

Gli aggiornamenti realizzati nel 1956 sulla 400 erano in linea con gli altri cambiamenti operati sull'intera serie Senior. Ciò fu fatto per differenziare questi modelli dalle Clipper, che ora era un marchio a sé stante. 
Alle Packard Senior fu installata una particolare griglia del radiatore a forma di uovo con una nuova disposizione delle maglie, e venne predisposta una nuova offerta di tinte multicolori per la verniciatura. Le vetture ricevettero anche un nuovo alloggiamento per i fanali anteriori con una palpebra leggermente più lunga che si protendeva sopra i fari stessi. Tutte le Senior del 1956 ebbero installato la caratteristica “cresta” Packard nella parte anteriore della capote, lasciando isolato l'emblema che era posizionato sulla griglia del radiatore.
Gli esemplari prodotti della 400 furono 7.206 nel 1955 e 3.224 nel 1956.